# Хеоба (Карельский муниципалитет)
Хеоба (груз. ხეობა) — село в Грузии, на территории Карельского муниципалитета края (мхаре) Шида-Картли.

## География
Село находится в центральной части Грузии, к югу от реки Куры, на расстоянии приблизительно 5 километров (по прямой) к югу от города Карели, административного центра муниципалитета. Абсолютная высота — 758 метров над уровнем моря.

## Население
По результатам официальной переписи населения 2014 года в Хеобе проживало 179 человек (87 мужчин и 92 женщины). В национальной структуре населения грузины составляли 91,1 %, осетины — 7,8 %, армяне — 0,6 %.
| Год  | Население, человек |
| ---- | ------------------ |
| 2002 | 298                |
| 2014 | ↘ 179              |